# 프롤레타르스카야역 (상트페테르부르크 지하철)
프롤레타르스카야역(러시아어: Пролетарская)은 러시아 상트페테르부르크 시에 있는 상트페테르부르크 지하철 넵스코 바실레오스트롭스카야 선의 역이다. 1981년 7월 10일에 개통되었다.

## 사진

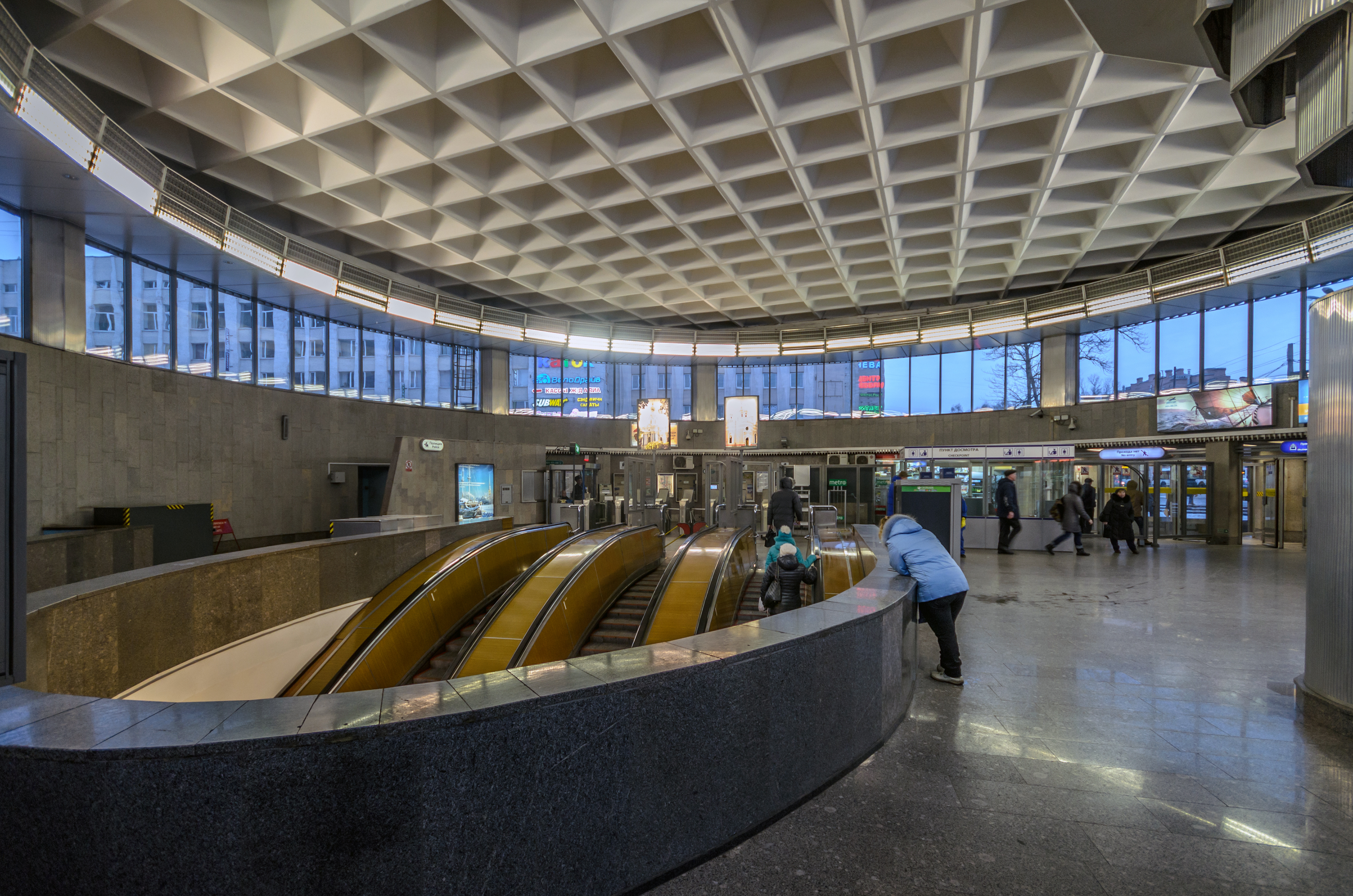
대합실